# Марва, Диксон
Диксон Марва Мками (суахили Dickson Marwa Mkami; род. 9 марта 1982, Тариме) — танзанийский легкоатлет, специалист по бегу на длинные дистанции. Выступал за сборную Танзании по лёгкой атлетике на всём протяжении 2000-х годов, победитель и призёр ряда крупных международных соревнований, рекордсмен страны в полумарафоне, участник летних Олимпийских игр в Пекине.

## Биография
Диксон Марва родился 9 марта 1982 года в округе Тариме области Мара, Танзания. Выступал на крупных соревнованиях начиная с 2001 года, в 2003 и 2005 годах выигрывал марафоны в австралийском Голд-Косте, дважды побеждал в забегах City2Surf в Сиднее.
В 2006 году вошёл в основной состав танзанийской национальной сборной и побывал на Играх Содружества в Мельбурне, где финишировал восьмым на дистанции 5000 метров и шестым на дистанции 10000 метров. Также выступил на чемпионате мира по полумарафону в Дебрецене, расположившись в итоговом протоколе на 12 строке.
На Всеафриканских играх 2007 года в Алжире финишировал на десяти тысячах метрах четвёртым, остановившись в шаге от призовых позиций. В той же дисциплине занял 16 место на легкоатлетическом чемпионате мира в Осаке. Был восьмым на мировом первенстве по полумарафону в Удине. Отметился выступлением на кроссовом чемпионате мира в Момбасе, где в забеге взрослых спортсменов занял итоговое 66 место.
В 2008 году стал бронзовым призёром Рас-эль-Хаймского полумарафона в ОАЭ — показал здесь время 59:52, установив тем самым национальный рекорд Танзании, который никем не побит до сих пор. Благодаря череде удачных выступлений удостоился права защищать честь страны на летних Олимпийских играх в Пекине — в беге на 10 000 метров занял 14 место.
После пекинской Олимпиады Марва ещё в течение некоторого времени оставался в легкоатлетической команде Танзании и продолжал принимать участие в крупнейших международных соревнованиях. Так, в 2009 году он выступил на чемпионате мира в Берлине, показав в дисциплине 10000 метров шестнадцатый результат. В той же дисциплине одержал победу на Гран-при Праги.
В 2010 году принимал участие в Португальском полумарафоне, показав здесь время 1:03:14 и разместившись на четвёртой позиции.